# Muradnagar (underdistrikt i Bangladesh)
Muradnagar är ett underdistrikt i Bangladesh. Det ligger i den centrala delen av landet, 50 km öster om huvudstaden Dhaka.
Trakten runt Muradnagar består till största delen av jordbruksmark. Runt Muradnagar är det mycket tätbefolkat, med 1 754 invånare per kvadratkilometer.